# 七种武器之孔雀翎
《七种武器之孔雀翎》是2011年首播的中国武侠题材电视剧，由释小龙、穆婷婷、王梓诺、金晨等主演，改编自古龙小说七种武器系列之《孔雀翎》。2011年1月2日在央视一套播出。